# Solovecké ostrovy
Solovecké ostrovy (rusky Соловецкие острова, zkráceně Соловки, karelsky Solokka) je souostroví v Oněžském zálivu Bílého moře, administrativně spadající do Archangelské oblasti Ruska. Díky harmonickému propojení přírody a stavebně-technických památek Soloveckého kláštera jsou častým cílem turistů a poutníků. Kulturní a historický komplex Soloveckých ostrovů byl jeden z prvních objektů na území Ruska, zařazený na seznam světového dědictví UNESCO.
Čítá více než 100 ostrovů o celkové rozloze 347 km², z nichž největší jsou:
- Solovecký ostrov (též Velký solovecký ostrov) — 246 km²
- Anzerský ostrov (též Anzer) — 47 km²
- Velká Muksalma — 17 km²
- Malá Muksalma — 0,57 km²
- Velký zaječí ostrov — 1,25 km²
- Malý zaječí ostrov — 1,02 km²

## Historie

### Nejstarší stopy člověka

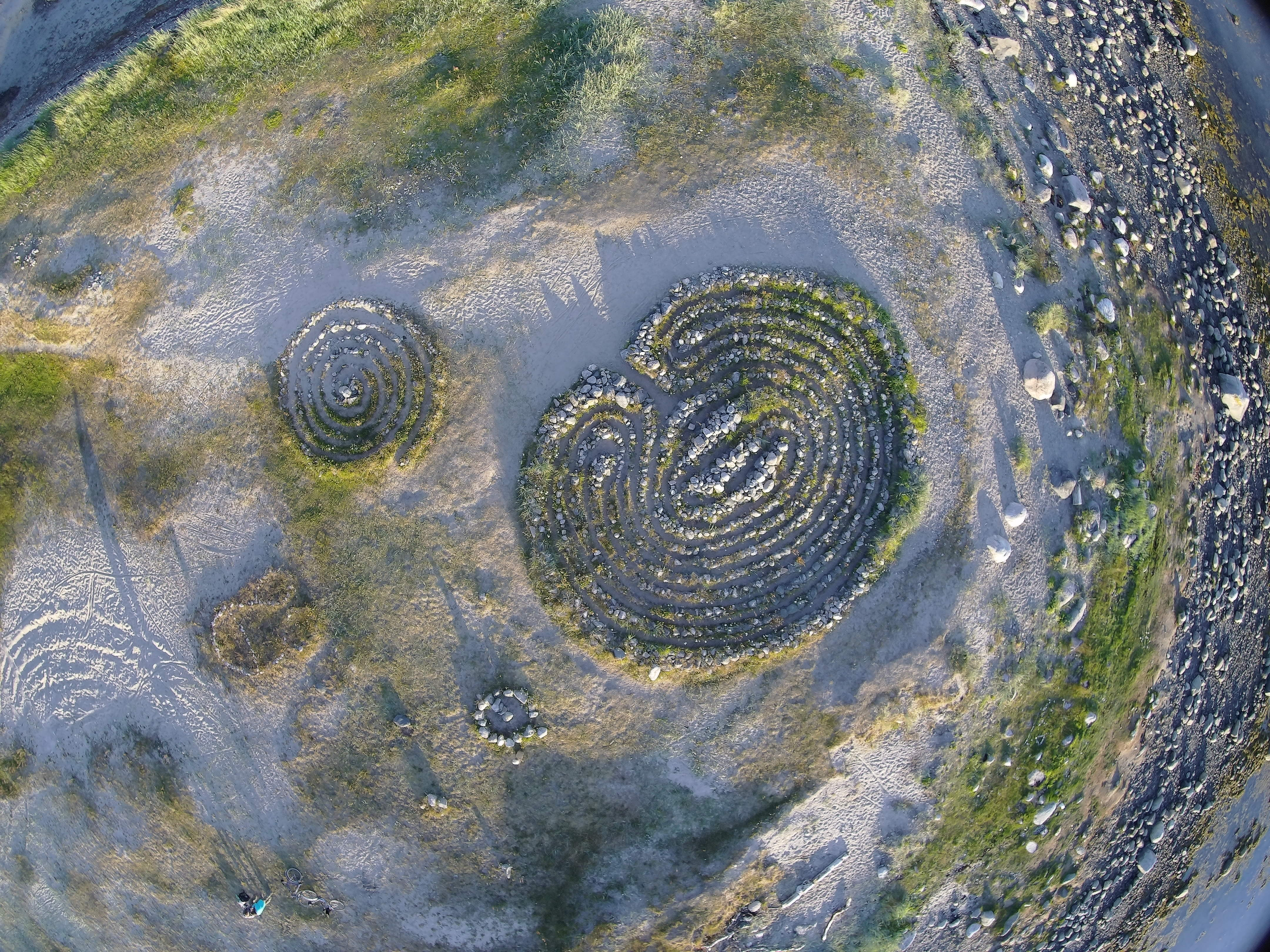
Solovecké labyrinty

První solovecká sídliště pravěkého člověka používajícího kamenné nástroje jsou na základě analýzy nalezených ohnišť datovány do poloviny 6. tisíciletí př. n. l., byť existují pochybnosti, zda nebyly analyzovány pouze pozůstatky lesního požáru. Stáří keramiky nalezené na ostrovech Velká Muksalma a Anzerský bylo radiouhlíkovou metodou odhadnuto na 5900 let, což by odpovídalo přelomu 5. a 4. tisíciletí př. n. l.
Ze 2. a 1. tisíciletí př. n. l. pochází neolitické artefakty jako kamenná sekyra a předměty kultury hřebenové keramiky, podobné nálezům na březích Severní Dviny. Mezi známé památky Soloveckých ostrovů patří kamenné spirálovité labyrinty na Velkém Zaječím ostrově o průměru 25 metrů či jejich napodobeniny u vesnice Soloveckij.
Existují důkazy o přebývání Sámů a Karelů (např. stříbrná brož ze 7. století) na Anzerském ostrově v období před příchodem prvních mnichů. O jejich přítomnosti vypovídají také toponyma ostrovů, například Solovec pochází od sámského suolenč ( Suollek=ostrovy) a ostrov Muksalma má název karelského původu.
První ruští kolonisté na ostrovy přijeli již v 7. a 8. století.

### Solovecký klášter
Roku 1429 po dvoudenní plavbě připluli loďkou na Solovecký ostrov dva pravoslavní mniši, svatí Savvatij Solovecký a German Solovecký. Spatřili krásnou krajinu, tetřevy, zajíce, jeleny, zatímco lišky, vlci a jiní dravci tu nebyli. Prohlásili tento ostrov za svatý a založili zde klášter.
Mohutná pevnost poskytla útočiště rychle se zvětšujícímu počtu mnichů, na ostrovech vyrostla řada kaplí a pousteven. Síť kanálů spojila jednotlivá jezera, dřevěné potrubí přivádělo do kláštera jezerní vodu. Mniši chovali domácí zvířata, lovili ryby a dokázali v nehostinných podmínkách ostrova vypěstovat bohatou úrodu zeleniny. Rozvinula se řemeslná výroba na pokročilé úrovni. Klášter sloužil několik staletí jako centrum pro sídla na okolních březích Bílého moře. Zároveň však klášter ruští panovníci využívali jako těžké vězení.
Se zjednodušením dopravy v 19. století začaly na ostrovy proudit davy poutníků, vyrostla řada ubytoven i hotelů.

### Sovětské období

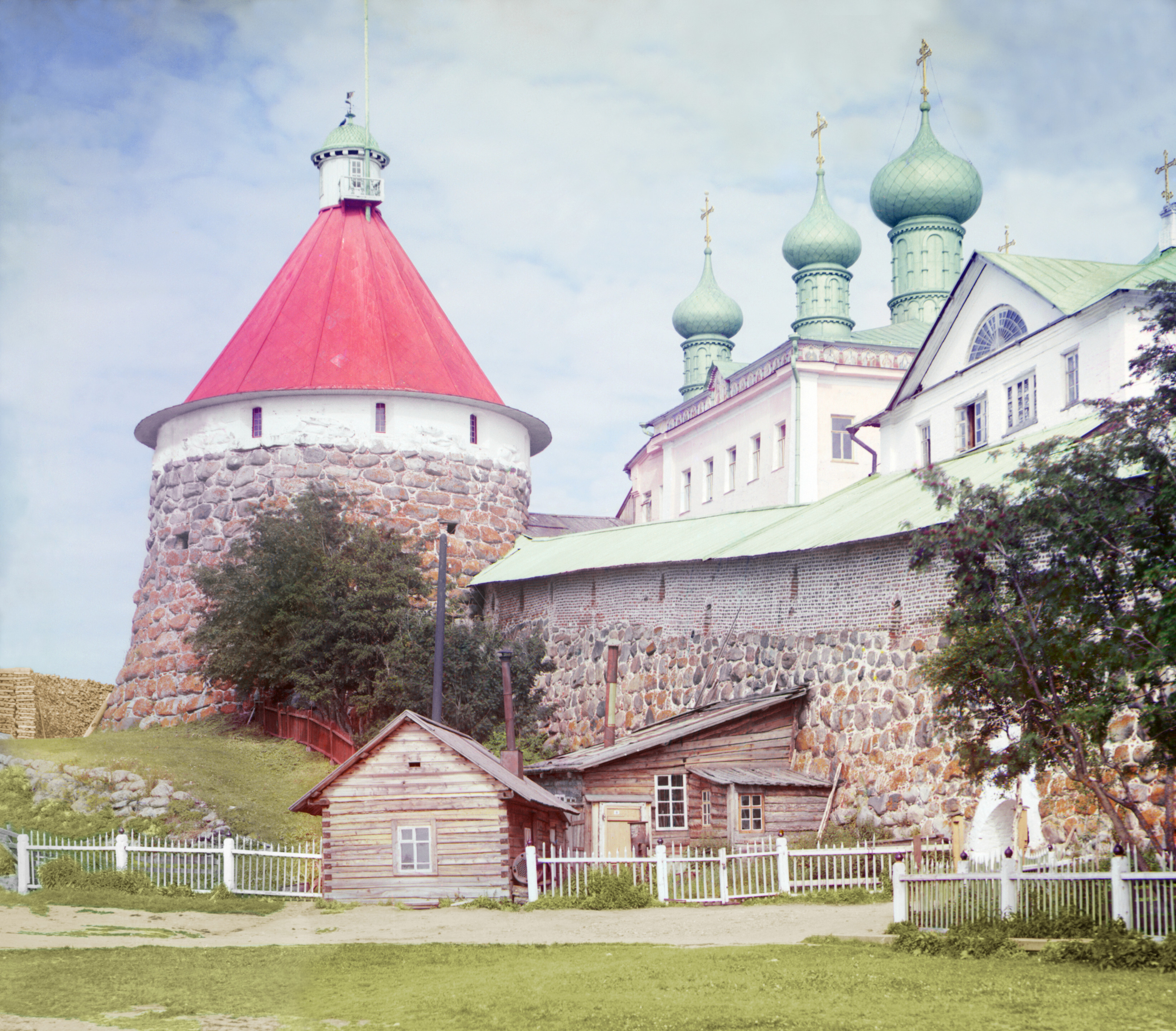
Klášter v roce 1915

Prosperující solovecký klášter se ještě na počátku 20. století těšil slávě a vážnosti po celé Rusi. Když se ale k moci dostali bolševici, sovětští komisaři prohlásili klášter za sovchoz a nařídili mnichům, aby se méně modlili a více pracovali ve prospěch dělníků a rolníků. Majetek byl vyvlastněn. Dne 25. května 1923 vypukl v klášteře požár. Příčiny nebyly vyjasněny.
Bylo rozhodnuto zřídit „Severní tábory zvláštního určení“ (gulagy). V červnu 1923 přijeli čekisté s rozkazem vytvořit vzorně přísný lágr, pýchu dělnicko-rolnické republiky. V prostorách kláštera a pousteven byl zřízen jeden z nechvalně pověstných gulagů.
Asi nejkrutější období v historii místního gulagu přišlo s budováním Bělomořského kanálu a za vlády Naftalije Aronoviče Frenkela. Nejvyšším zákonem Souostroví se stala jeho formulace: „Z trestance musíme dostat všechno v prvních třech měsících – pak ho už nepotřebujeme."
V roce 1937 byl tábor přeměněn na vězení a i to bylo v roce 1939 zrušeno. Ostrovy byly předány do rukou sovětské Severní flotily, která zde během 2. světové války připravovala mladé námořní důstojníky. Od roku 1944 jsou ostrovy pod civilní správou vesnice Soloveckij.

### Postsovětské období
Duchovní život v klášteře byl obnoven roku 1990. Organizace UNESCO zanesla solovecký historicko-kulturní komplex roku 1992 na seznam světového dědictví. Proběhla restaurace historických objektů, klášter se otevřel veřejnosti. Ostrovy se staly nejenom častým cílem nejenom pravoslavných poutníků, ale i turistů z celého světa.

## Geografie

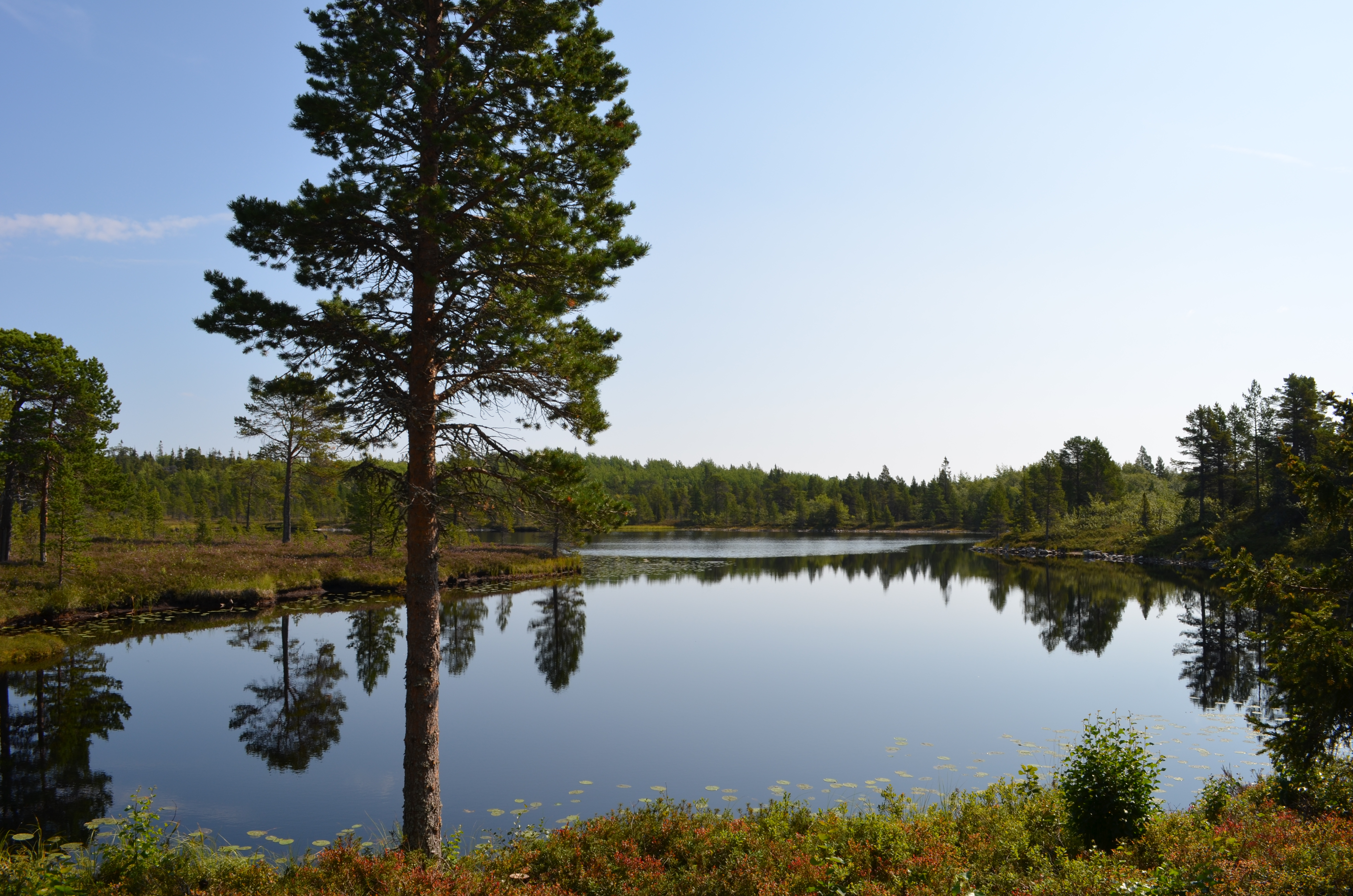
Jedno z jezírek na Anzerském ostrově

Solovecké ostrovy se nachází v nejmělčí části západní poloviny Bílého moře, v severní části Oněžského zálivu. Mořské proudění v okolí ostrovů závisí na průtoky řeky Oněgy, která do stejnojmenného zálivu ústí. Od břehů Archangelské oblasti odděluje solovecké souostroví Východní Solovecký průliv (asi 40 km) a od břehů Karélie Západní Solovecký průliv (asi 60 km). Od polárního kruhu jsou ostrovy vzdáleny 165 km.

### Povrch
Reliéf ostrovů byl zformován pohybem ledovce a později zvětráváním a erozí, je nerovný a pahorkatý. Rozložení vrcholků a jezerních kotlin na ostrovech prozrazuje, že ledovec formující ostrovy postupoval ze severo-severozápadu na jiho-jihovýchod a zanechával za sebou pásma balvanů a štěrku a zároveň hloubil jezerní kotliny. Na jihu Soloveckého ostrova je patrné, že ledovec později změnil svůj směr na jiho-jihozápad.
Nejvyšším vrcholem je Verbokolský kopec na Anzerském ostrově, který se tyčí do výšky 86 m nad úrovní moře. Na Soloveckém ostrově jsou nejvyššími vrcholy Podnebesný (80,3 m) a Sekirný (73 m).

### Vodstvo
Rozdíl mezi přílivem a odlivem činí průměrně 0,6 m, maximálně 0,8 m. Charakter dmutí je půldenní. Salinita vody u břehů ostrovů je relativně vysoká, ačkoliv může vlivem různých faktorů značně kolísat.

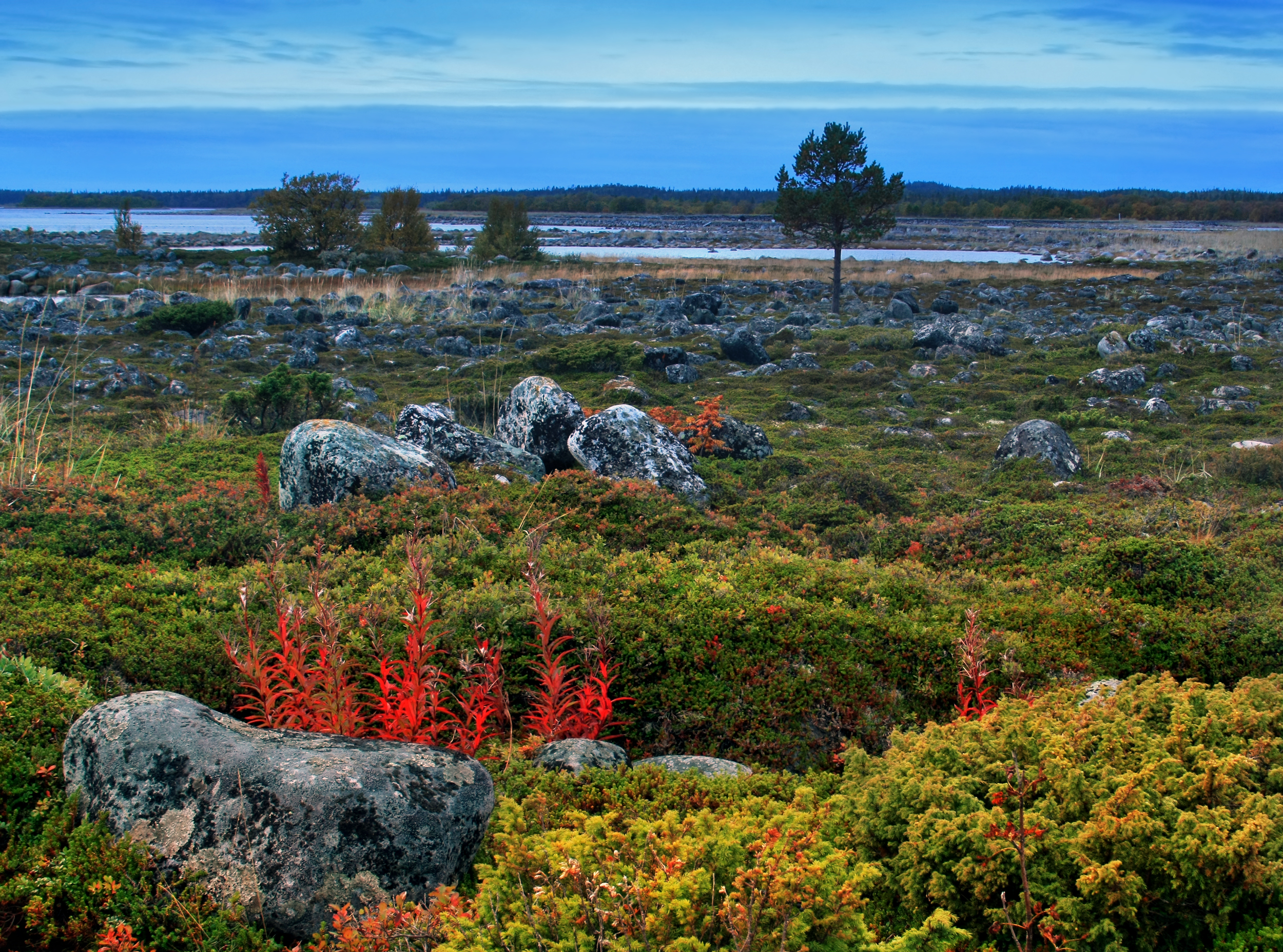
Tundra na ostrově Velká Muksalma

Reliéf dna u Soloveckého ostrova je nerovný. Jeho břehy jsou lemovány mělčinami s hlubinou maximálně 5 metrů. Nejširší mělčiny jsou na východním břehu ostrova.
Na ostrovech nejsou žádné řeky, pramenů je málo a potoky jsou vzácností. Přesto je zde sladké vody dostatek i v bezprostřední blízkosti moře. Jezera zde jsou povětšinou ledovcového původu. Jenom na Soloveckém ostrově je jich více než 400 (v závislosti na tom, co ještě počítáme za jezero). Jejich celková plocha bývá udávána někde v rozmezí 25-27 km². Břehy většiny jezer jsou zarostlé a strmé. Napájeny jsou především spodními vodami a také atmosférickými srážkami. Bylo zde napočítáno 19 druhů vodních rostlin.
V samotných jezerech mnoho ryb kvůli nízkému okysličení vody nežije. Rybolov je ovšem provozován v Bílém moři, tradičně je nejčastější lovenou rybou sleď.

### Podnebí
Klima ostrovů je mírné mořské s přechodem ke kontinentálnímu. Průměrné teploty jsou vyšší než na pevnině, přičemž dlouhodobě mírně stoupají. V červnu svítí slunce až 21,5 hodin (jsou zde tzv. bílé noci), v prosinci pouze asi 4 hodiny denně.
Citelný je v oblasti ostrovů vliv tlakových níží, pro léto jsou charakteristické časté příchody arktických vzdušných mas, které s sebou přinášejí slunečné, avšak chladné počasí. Díky přítomnosti Bílého moře však nejsou teplotní výkyvy nijak extrémní - je zde mírná zima a chladné léto. Nejnižší teplota byla naměřena roku 1893 (−36,5 °C), nejvyšší roku 1972 (+ 31,2 °C).
Průměrná roční rychlost větru dosahuje 6,8 m/s. Od března do srpna na souostroví převládají chladné severovýchodní větry, od září do února jihozápadní. Východní větry jsou na Soloveckých ostrovech vzácné.
Průměrná roční vlhkost činí 82 %, průměrně zde bývá ročně 37 dní mlha. Nejdeštivějším obdobím je srpen až říjen, nejsušším květen až červen.
Teplota vody Bílého moře na břehu souostroví může v létě dosahovat 8—20 °C, přičemž teplejší bývá voda v jižní části. V hloubce 8,4 m se nicméně pohybuje v červnu mezi +3,4 a +4,75 °C, v polovině srpna mezi 8,4 a 8,9 °C.
| Solovecké ostrovy – podnebí       | Solovecké ostrovy – podnebí | Solovecké ostrovy – podnebí | Solovecké ostrovy – podnebí | Solovecké ostrovy – podnebí | Solovecké ostrovy – podnebí | Solovecké ostrovy – podnebí | Solovecké ostrovy – podnebí | Solovecké ostrovy – podnebí | Solovecké ostrovy – podnebí | Solovecké ostrovy – podnebí | Solovecké ostrovy – podnebí | Solovecké ostrovy – podnebí | Solovecké ostrovy – podnebí |
| Období                            | leden                       | únor                        | březen                      | duben                       | květen                      | červen                      | červenec                    | srpen                       | září                        | říjen                       | listopad                    | prosinec                    | rok                         |
| --------------------------------- | --------------------------- | --------------------------- | --------------------------- | --------------------------- | --------------------------- | --------------------------- | --------------------------- | --------------------------- | --------------------------- | --------------------------- | --------------------------- | --------------------------- | --------------------------- |
| Nejvyšší teplota [°C]             | 3,8                         | 3,4                         | 5,3                         | 14,8                        | 25                          | 27,2                        | 28,6                        | 27,5                        | 19,5                        | 12                          | 8,3                         | 4,2                         | 28,6                        |
| Průměrné denní maximum [°C]       | −5,7                        | −6,4                        | −2,9                        | 3,4                         | 10,1                        | 14,9                        | 17,9                        | 16,4                        | 11,7                        | 5,6                         | 1,2                         | −3,2                        | 5,2                         |
| Průměrná teplota [°C]             | −9,4                        | −10,2                       | −6,1                        | −1                          | 4,3                         | 10,1                        | 13,8                        | 12,1                        | 8,7                         | 3,2                         | −1,6                        | −6,1                        | 1,5                         |
| Průměrné denní minimum [°C]       | −14,7                       | −15,5                       | −11,2                       | −5,3                        | 1,3                         | 7,2                         | 11,1                        | 9,6                         | 6,4                         | 0,2                         | −4,5                        | −12,9                       | −2,4                        |
| Nejnižší teplota [°C]             | −30,4                       | −31,5                       | −26,4                       | −18,3                       | ,5                          | −1,3                        | 3,2                         | 2,3                         | −0,6                        | ,7                          | −13,2                       | −33,3                       | −33,3                       |
| Průměrné srážky [mm]              | 37                          | 30                          | 30                          | 35                          | 38                          | 50                          | 49                          | 63                          | 68                          | 67                          | 50                          | 44                          | 561                         |
| Zdroj: ruská Wikipedie 5. 9. 2017 |                             |                             |                             |                             |                             |                             |                             |                             |                             |                             |                             |                             |                             |

## Flóra
Na Soloveckých ostrovech bylo napočítáno 548 druhů rostlin, z nich 379 (69 %) jsou druhy původní. Na 10 nejčastěji zastoupených čeledí připadá 212 druhů (55,9 %). Nejvíce rostlin spadá do čeledi šáchorovitých (43 druhů, 11,3 %), lipnicovitých (38 druhů, 10 %), hvězdnicovitých (32 druhů, 8,4 %), růžovitých (19 druhů, 5 %), krtičníkovitých (17 druhů, 4,5 %), pryskyřníkovitých (16 druhů, 4,2 %), hvozdíkovitých (14 druhů, 3,7 %), bobovitých (12 druhů, 3,2 %) a vstavačovitých (11 druhů, 2,9 %). 10 druhy (2,6 %) jsou zastoupeny čeledi sítinovitých, vrbovitých a rdesnovitých.

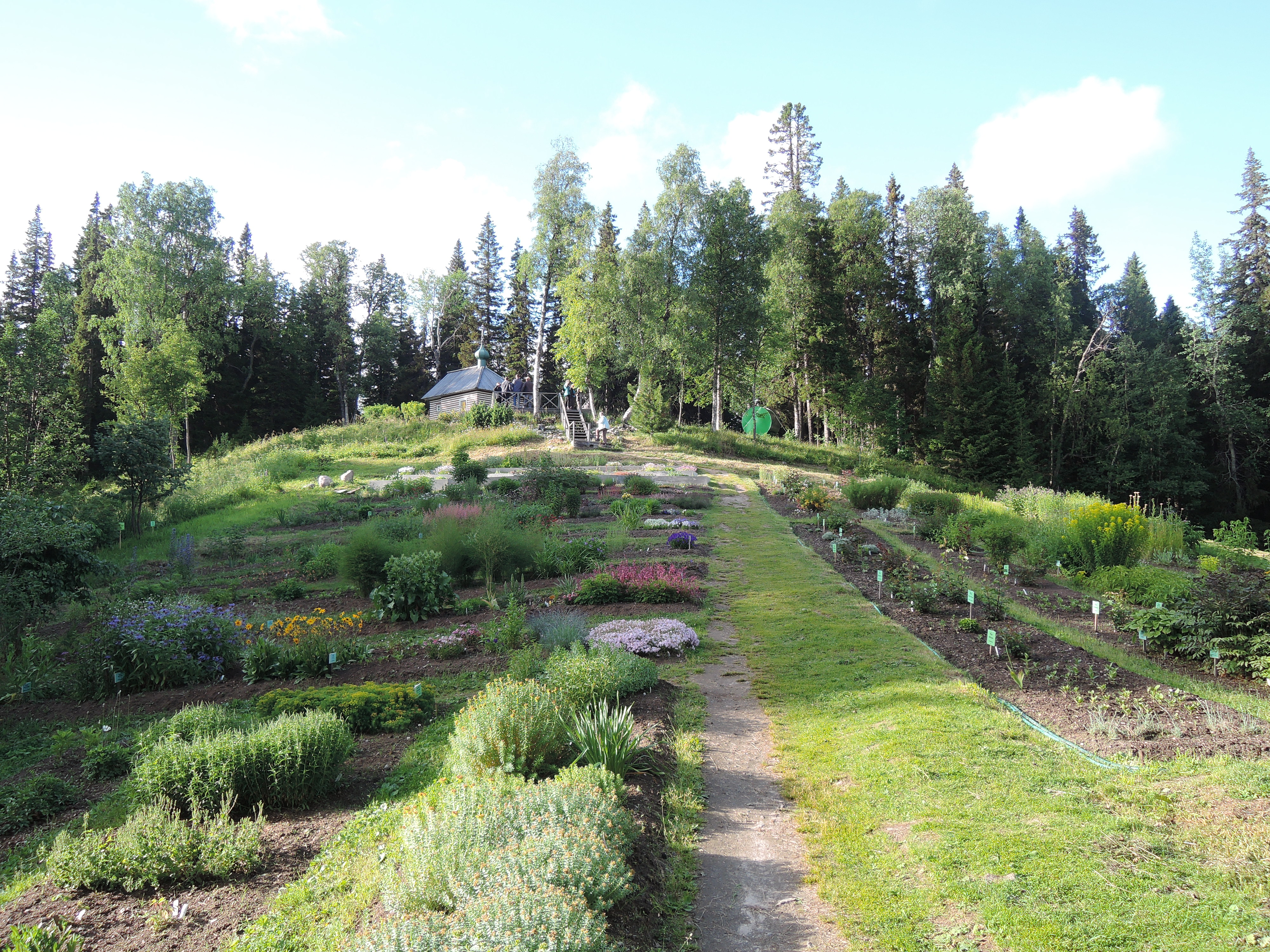
Solovecká botanická zahrada

Zároveň je však pro soloveckou flóru specifické, že se zde nevyskytuje řada druhů rostlin, charakteristických pro kontinentální severní tajgu, včetně těch na pevnině hojně rozšířených. Jedná se například o pýrovník, trojštět sibiřský, samorostlík bílý, oměj severní, plamének sibiřský aj.
Velká část ostrovů je pokryta částečně bažinatými borovicovo-smrkovými lesy. Ačkoliv převládá tajga, díky chladnému moři a studeným severovýchodním větrům se zde vyskytují i místa odpovídající lesotundře a tundře.
U břehů je poměrně bohatá vegetace vodních rostlin, vyskytují se zde například čepelatka, chaluha či Ahnfeltia, které mají průmyslové využití.

### Botanická zahrada
Botanická zahrada byla na Soloveckém ostrově založena roku 1822 archimandritem Makarijem na kopcovitém místě mezi jezery Nižnij Pert a Pustynnoje. Zabírá plochu asi 5 ha a jsou zde k vidění rostliny jak vysazené mnichy v letech 1870-1920, tak i ty vysazené vězni Soloveckého tábora zvláštního určení v letech 1927-1936.
V současnosti tu roste přes třicet různých dřevin a okolo 500 druhů dekorativních, léčivých, krmných i jedlých rostlin, které se díky úsilí soloveckých pěstitelů uchytily i v těchto drsných podmínkách. Z nich nejstarší jsou borovice sibiřské a jabloně drobnoplodé. Kromě nich zde rostou také například lípa malolistá, slivoň pensylvánská, čaj daurský, růže svraskalá a jiné rostliny, které jsou pro tyto severní šířky velmi netypické. Dříve zde ještě mniši provozovali skleníky, vytápěné odpadním teplem z blízké výrobny svíček, v nichž pěstovali vodní i cukrový meloun či broskve. Taktéž se zde nacházely vytápěné oranžerie.

## Fauna

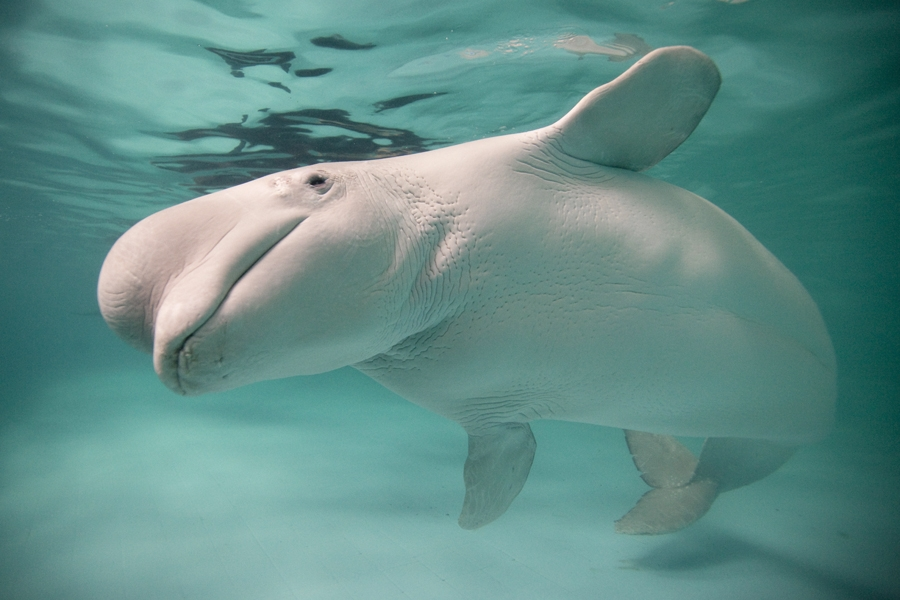
Běluha, obyvatel vod na západ od Soloveckých ostrovů

Zvířat žije na ostrovech mnoho, byť zde není zastoupeno velké množství živočišných druhů. Lze zde uvidět veverky, zajíce, lišky či polární sobi. V jezerech se vyskytují okouni, plotice, štiky, mníci a 20 druhů měkkýšů, v moři tuleni kroužkovaní, tuleni vousatí a tuleni grónští, běluhy a sledi. Hmyz ostrova není doposud zcela probádán, bylo však napočítáno 34 druhů denních motýlů, 13 druhů čmeláků, 68 druhů střevlíků, 30 druhů mandelinek, 17 druhů pestřenek.
Celkem zde bylo pozorováno přes 190 druhů ptáků, byť ne všechny druhy na ostrovech hnízdí. Ornitologové objevili hnízda bahňáků, alkouna obecného, kajky mořské, morčáků, rybáků, racků, divokých kachen, potáplic, jespáka bojovného, bělokura rousného, hohola severního, drozdů, pěnkavy jikavce, sýkorek, strakapoudů, strnada obecného, tetřeva hlušce, křivek, jeřábka lesního či sovice krahujové.
Asi nejvzácnějším živočichem žijícím v blízkosti soloveckých ostrovů je běluha bělomořská, poddruh běluhy severní. Jedná se o nejmenší z běluh žijících v ruských mořích, dorůstá se okolo 3 m a kromě Bílého moře žije už jenom v Barentsově moři. Solovecké stádo čítá okolo 80 jedinců a žije především u západních břehů Soloveckého ostrova, poblíž Bělužího mysu, kde je zřízena pozorovatelna. Od roku 2001 je v oblasti Bělužího mysu kvůli ochraně těchto kytovců zakázán pohyb jakýchkoliv lodí.

## Doprava

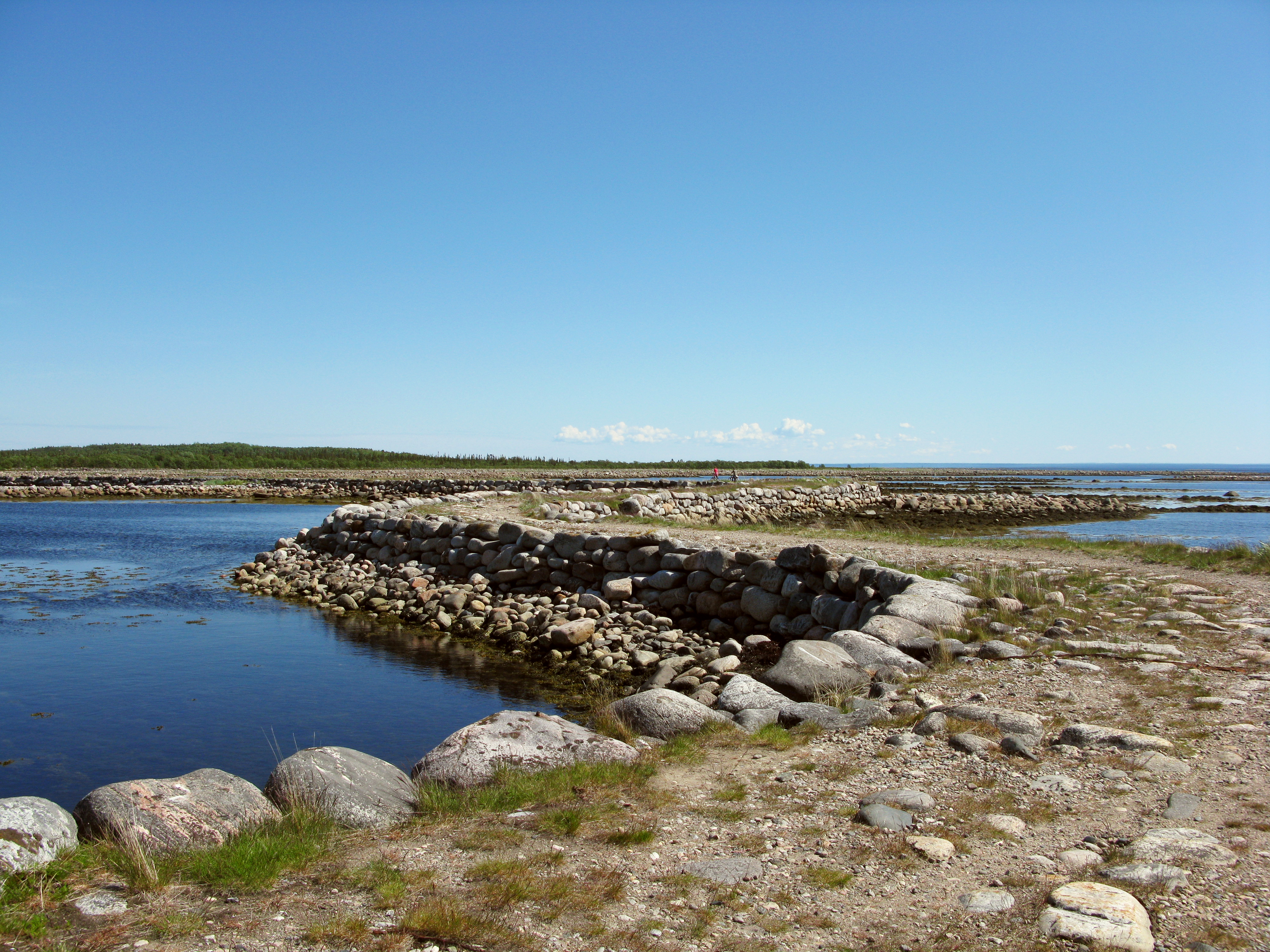
Hráz mezi ostrovy Solovecký a Velká Muksalma

Základním prostředkem dopravy na Solovecké ostrovy je odjakživa loď. Pravidelné spoje vyplouvají z Bělomorsku a zejména z Kemi (přístav Rabočeostrovsk), v hlavní turistické sezóně dokonce několikrát denně. Spoje provozují především soukromí přepravci, ale i Solovecký klášter a Solovecké muzeum. Cesta trvá z Kemi asi 2 hodiny, z Bělomorsku 4. Lodní doprava na souostroví však není zcela spolehlivá, neboť provozovaná plavidla nemohou vyplout, pokud je moře příliš rozbouřené. V zimě je navíc plavba po zamrzajícím Bílém moři zcela nemožná.
Alternativu k lodní dopravě představuje letadlo. Na místním letišti přistává několikrát týdně Antonov An-24 společnosti Nordavia. Cesta z Archangelsku zabere 50 minut a na rozdíl od lodní dopravy je k dispozici celoročně, byť i zde dochází někdy k dočasnému přerušení spojů kvůli nepřízni počasí.
Jediný ostrov, na který je možno přejít ze Soloveckého ostrova suchou nohou, je Velká Muksalma. Vede na něj 1,2 km dlouhá hráz, zbudovaná v polovině 19. století navršením balvanů. Tato impozantní stavba sloužila především pro přesuny dobytka chovanéno na Velké Muksalmě nezávisle na počasí. Cesta po ní je proto dostatečně široká, okolo 6 metrů. Proudící mořskou vodu propouští uprostřed tři klenuté propusti. Spolu s touto hrází byla zbudována i hráz na ostrov Malá Muksalma (z Velké Muksalmy), ta se však plně nedochovala a je dnes vidět pouze při odlivu.
Na Soloveckém ostrově, Anzerském ostrově a Velké Muksalmě existují silnice a sjízdné cesty, žádná z nich však nemá asfaltové pokrytí. Automobilový park ostrova tak tvoří především terénní vozidla. Velmi populární jsou zde ovšem i jízdní kola, neboť Solovecké ostrovy jsou relativně rovinaté a přítomnost automobilů je omezována (provozovat je mohou pouze lidé s trvalým bydlištěm na ostrovech).

## Galerie

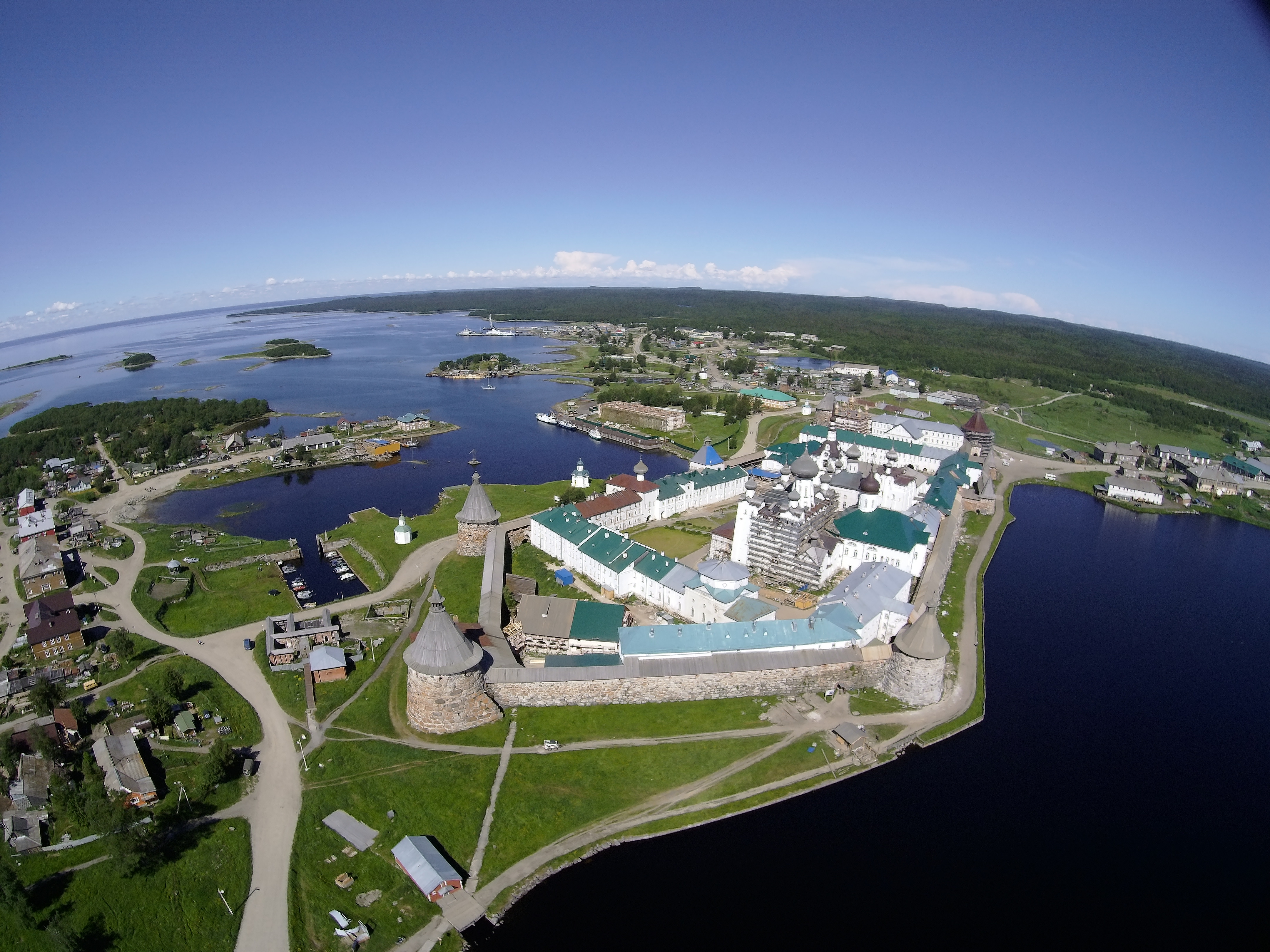
Solovecký klášter, v popředí Svaté jezero, v pozadí Solovecký záliv Bílého moře
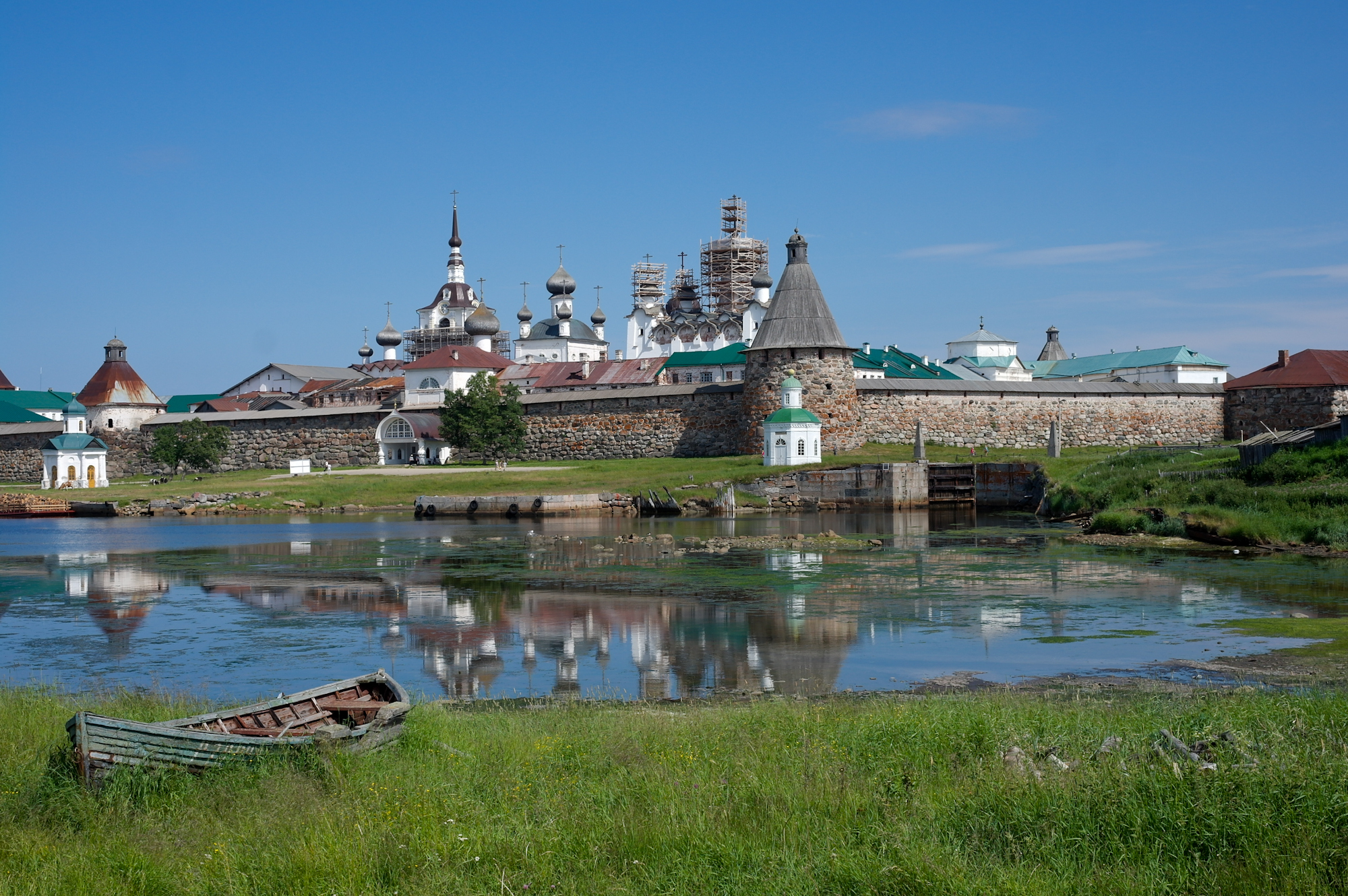
Pohled ze země
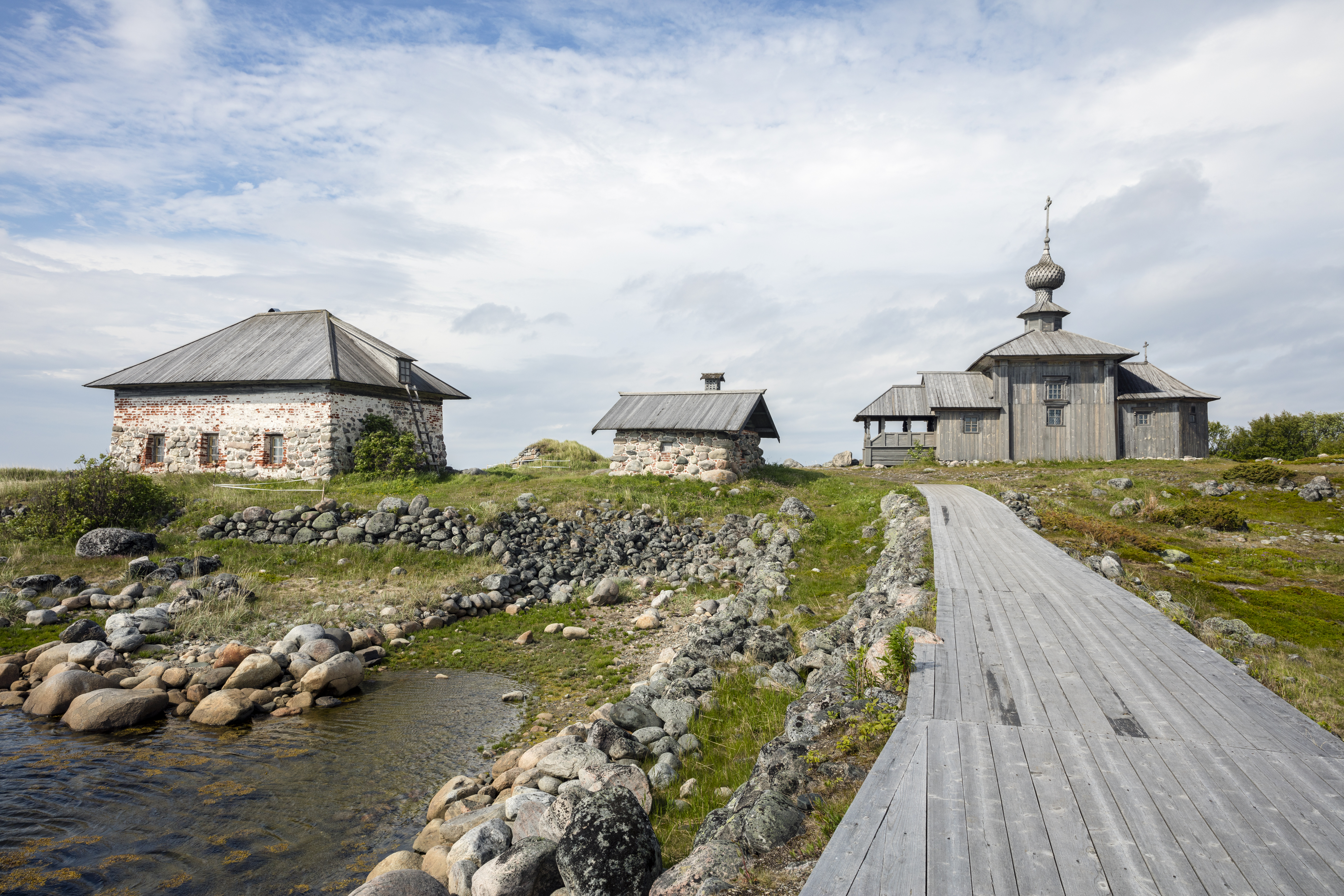
Poustevna sv. Ondřeje na Velkém zaječím ostrově
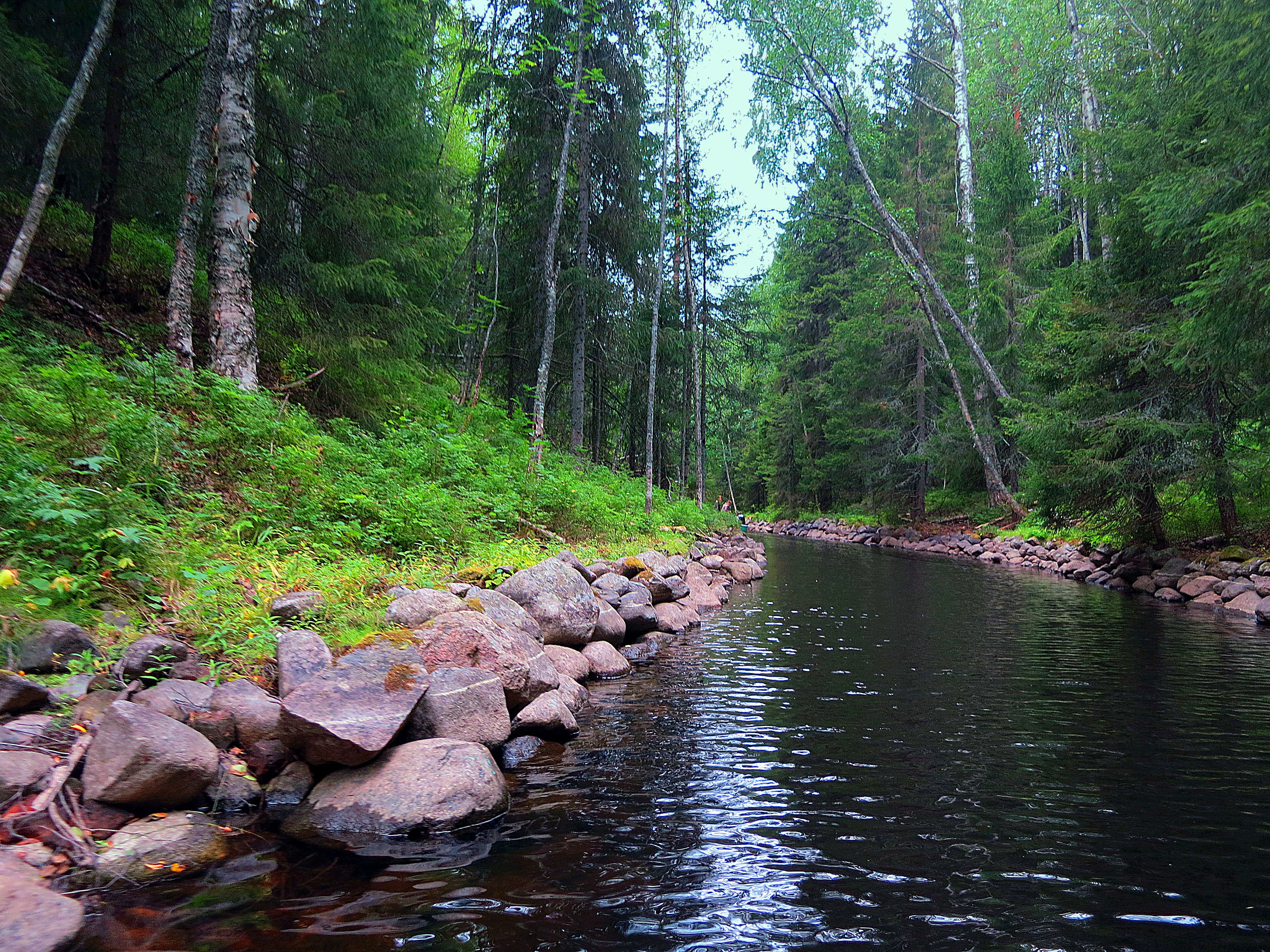
Kanál mezi dvěma jezery
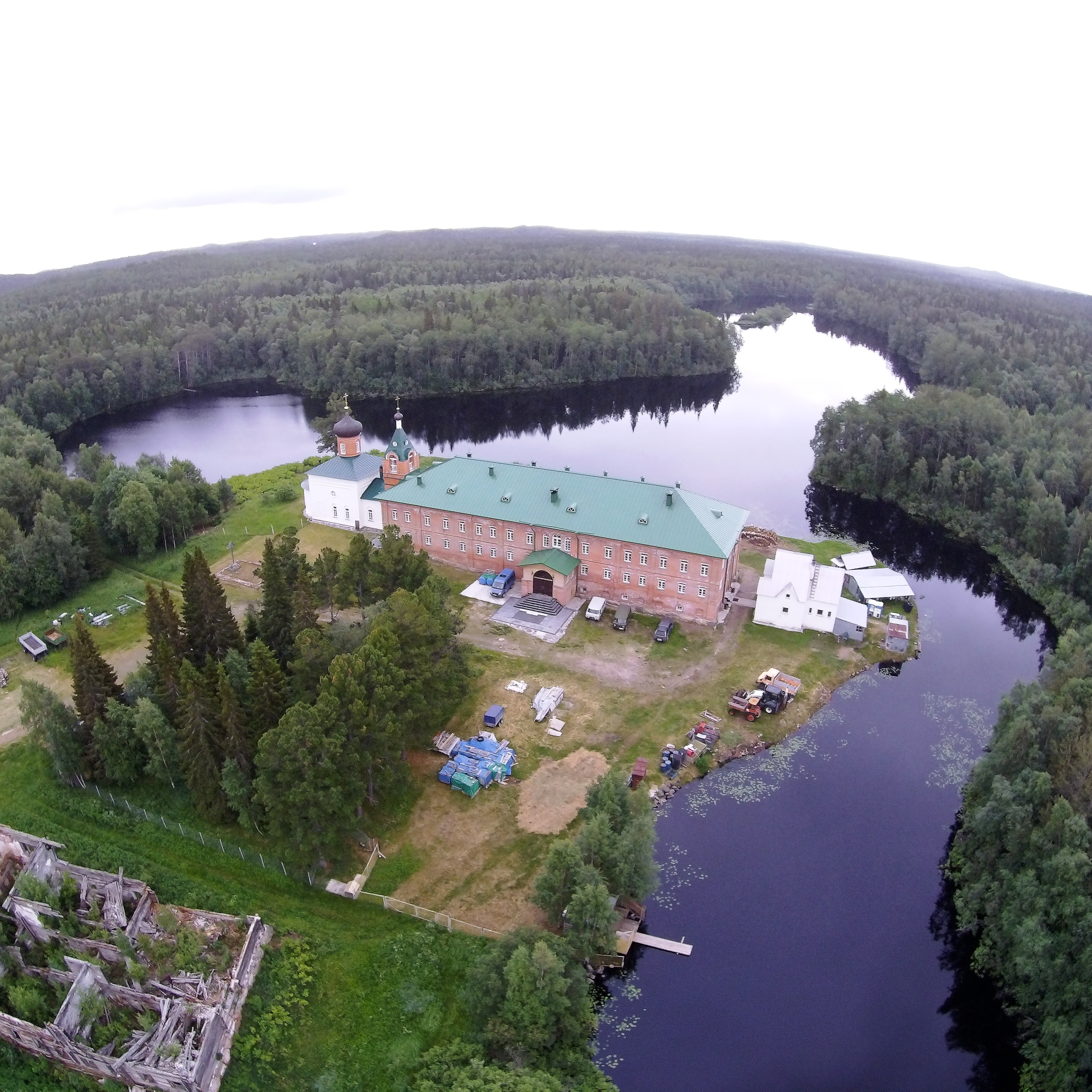
Poustevna svatého Savvatije
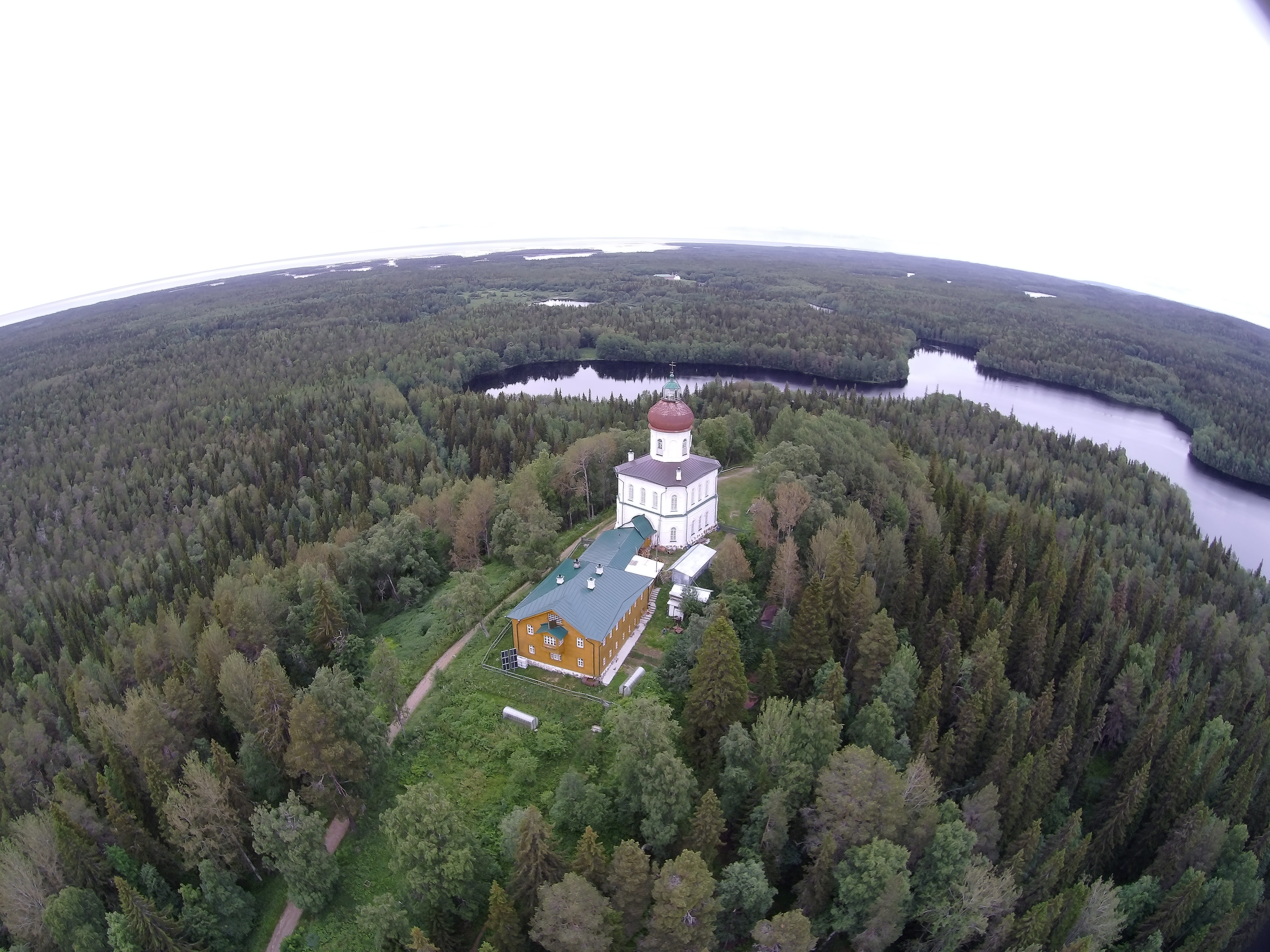
Poustevna Nanebevstoupení na Sekirné hoře
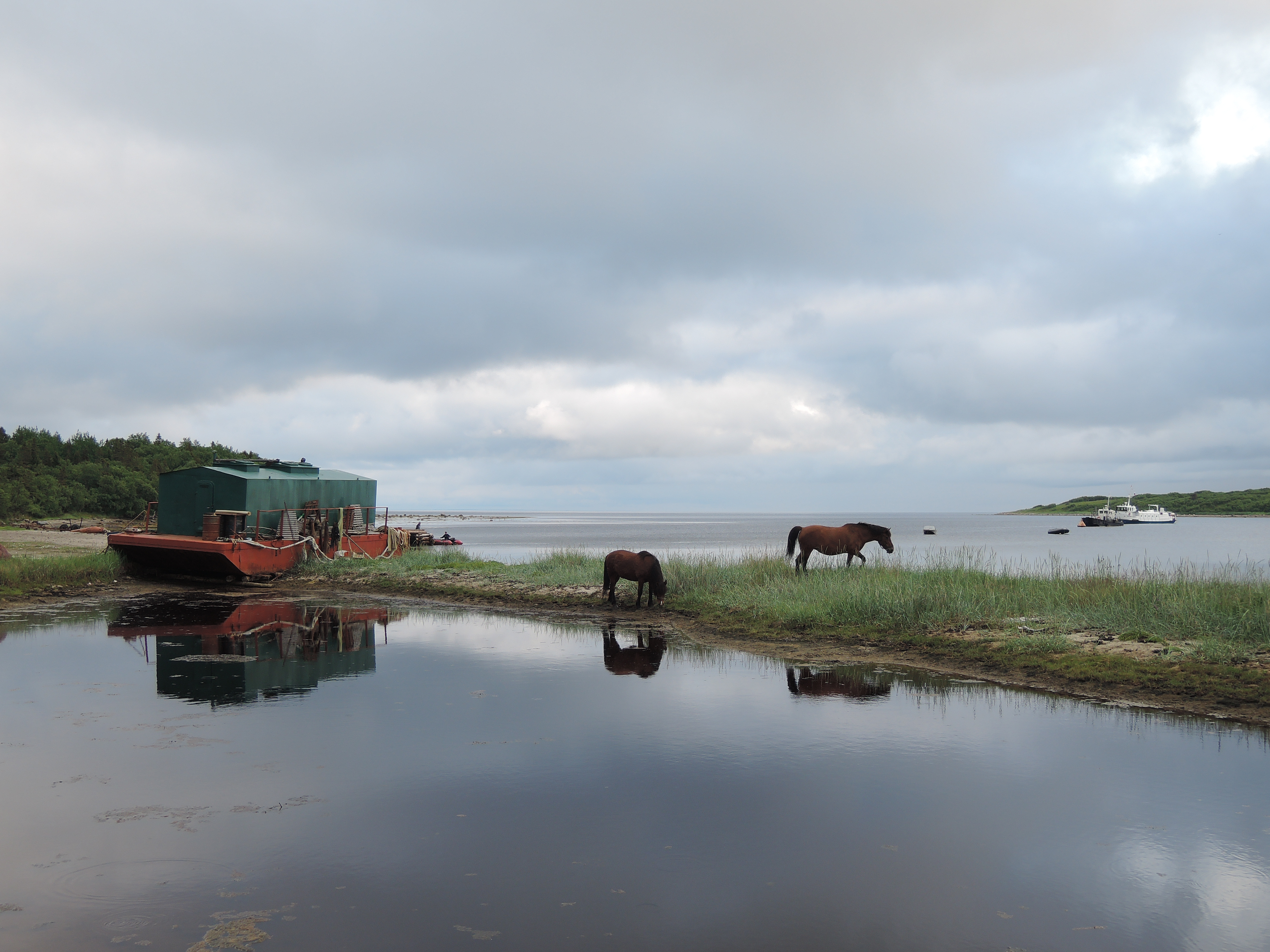
Kapelská zátoka na ostrově Anzerský